# Érdekképviseleti szervezetek
A munkaerőpiac különböző csoportjai már régen észrevették azt, hogy nagyobb esélyük van érdekeik érvényesítésére, ha nem önálló munkaerőpiaci szereplőként lépnek fel.
Ezért először a munkavállalók, majd ennek hatására a munkáltatók is megalkották saját érdekképviseleti szervezeteiket. Ezen szervezetek segítik az érdekek feltárását, képviseletét, valamint védelmet nyújtanak más érdekhordozókkal szemben.

## Munkáltatói érdekképviseletek
Ezen szervezetek három fő csoportra oszthatók, részben különböző feladatkörökkel:
- Gazdasági kamarák: kötelező tagság elvén működő közjogi testületek, melyek összgazdasági érdekeket képviselve átvesznek feladatokat a vállalatok felett elhelyezkedő bürokráciától, és önkormányzathoz hasonló módon érvényesítik a gazdaság szereplőivel szemben az ebből fakadó feladatokat és kötelezettségeket.
- Szövetségek: önkéntesség és koalíciós szabadságjog alapján alakulnak. Funkciójuk és irányultságuk kettős. Egyrészt védi a vállalatok gazdasági érdekeit a kormányzattal és a munkavállalókkal (munkavállalói képviseletekkel) szemben, másrészt kifelé védi a tagokat az állam vagy munkavállalók irányában, de ugyanakkor belső koordinációt és szolidaritást testesít meg.
- Szakmai egyesületek, szakmai kamarák: adott szakmához tartozó szakembereket és szervezeteket fognak össze, hogy jobb eséllyel érvényesíthessék a sajátos szakmai érdekeket, célokat.

A kamarák, szövetségek funkcionálisan és/vagy területileg differenciált egységekbe integrálódnak.
Így lehetnek:
- szakmai-ágazati,
- területi,
- vegyes (szakmai és területi alapon integrálódó) érdekképviseleti tömörülések.

## Munkavállalói érdekképviseletek
- Szakszervezetek: az egyesülési törvény alapján önkéntes és hosszú távra létesített munkavállaló érdekszövetségek, melyek létrehozásának célja tagjaik szociális helyzetének, munkafeltételeinek megóvása és javítása. A szakszervezeti szerveződésnek lehetnek horizontális és vertikális szintjei. A horizontális szinten fellelhetünk: szakmai, ágazati, és egyéb (pl. fehér-és kékgalléros, politikai–világnézeti kötődésű) szakszervezeti tömörüléseket.
- Munkavállalói kamarák: az európai gyakorlatban ritkábban előforduló közjogi intézmény (pl. Ausztria). Kötelező tagságra épül (ez elsősorban a gazdasági szférára vonatkozik, és a közalkalmazottak ez alól felmenthetők). Széles körű jogosítványaival és részvételével jelentős hatást gyakorolhat a gazdasági és munkaerőpiaci folyamatokra. Magyarországon kötelező a kamarai tagság a jogászoknak és orvosoknak.
- Egyesületek: önkéntes tagsággal, társadalmi szervezetként működnek. Céljuk: szervezett fórumot teremteni az adott társadalmi réteg aktuális problémáinak megvitatására és ezek képviseletére a különböző társadalmi, gazdasági vagy államigazgatási szinteken (lobby szervezetként működhetnek, akciókat szerveznek, közvéleményt befolyásolnak).

## Egyéb érdekképviselet
- A közbeszerzési eljárásokban ajánlattevőként vagy ajánlatkérőként szereplők érdekeit képviselő szervezet a Közbeszerzési Hatóság keretében működő Tanács.